# アントニオ・パガニン
アントニオ・パガニン（Antonio Paganin, 1966年6月18日 - ）は、イタリア・ヴィチェンツァ出身の元サッカー選手。弟のマッシモ・パガニンも元サッカー選手。

## 経歴
インテルでは5シーズンプレー、142試合に出場した。1990-91、1993-94シーズンにUEFAカップ優勝を果たした。このうち2シーズンを弟のマッシモと共にインテルで過ごした。

## タイトル
インテル
- UEFAカップ : 1990-91, 1993-94

サンプドリア
- コッパ・イタリア : 1984-85, 1986-87